# Trespassers
Trespassers er det sjette studiealbum fra den danske rockgruppe Kashmir, der blev udgivet den 1. februar 2010. Udgivelsesdatoen er et palindrom, hvis den sættes op på følgende måde: "01022010". Albummet debuterede som #1 på hitlisten, med 18.000 solgte eksemplarer i den første uge. I juni 2010 modtog albummet platin med for 30.000 solgte eksemplarer.
Trespassers udkom i en standardudgave, samt en deluxe-udgave på både cd og vinyl. Deluxe-udgaven er et begrænset første oplag i et bog-formet cover. Digitalt er der et ekstra spor, "Break of the Avalanche", der kun er tilgængelig via iTunes Store. Albummet kunne forudbestilles på Fonas hjemmeside i en signeret udgave, og for at promovere albummet, kunne man få det signeret af Kasper Eistrup, Mads Tunebjerg og Asger Techau i Fona på Strøget i København på udgivelsesdagen.
Den første single fra albummet, "Mouthful of Wasps", blev udgivet den 13. november 2009 på gruppens hjemmeside. Ugen efter blev den valgt som "P3's Uundgåelige" på P3.

## Trackliste
Alt tekst skrevet af Kasper Eistrup. Alt musik skrevet af Eistrup, undtagen hvor noteret.
| #   | Titel                                                        | Længde |
| --- | ------------------------------------------------------------ | ------ |
| 1.  | "Mouthful of Wasps" (Kasper Eistrup, Henrik Lindstrand)      | 5:16   |
| 2.  | "Intruder"                                                   | 4:24   |
| 3.  | "Mantaray"                                                   | 4:10   |
| 4.  | "Pallas Athena"                                              | 2:28   |
| 5.  | "Still Boy"                                                  | 5:12   |
| 6.  | "Bewildered in the City" (Kasper Eistrup, Henrik Lindstrand) | 6:29   |
| 7.  | "Pursuit of Misery"                                          | 4:07   |
| 8.  | "Time Has Deserted Us"                                       | 4:04   |
| 9.  | "Danger Bear"                                                | 3:40   |
| 10. | "The Indian (That Dwells Inside This Chest)"                 | 5:23   |

| 11. | "Break of the Avalanche" |  |

## Personel
- Alle sange fremført og arrangeret af Kashmir
- Track 1, 4, 6: Øvrige vokaler af Oh Land
- Track 6, 9, 10: Strygere af Stockholm Session Strings
- Strygere arrangeret og dirigeret af Henrik Lindstrand
- Feltoptagelser og programmering af mellemspil: Mads Tunebjerg
- Yularq, memoraphone, moog og en saks: Per Röeghmann
- Executive producer: Andy Wallace
- Producer: Kashmir, Andy Wallace, John O'Mahony
- Mixet af John O'Mahony
- Lydteknik af Asger Engholm Techau, Paul Suarez, Ian Shea, Noah Goldstein, Jan Petrov
- Strygere optaget af Janne Hansson
- Mastering af Greg Calbi

## Hitliste- og salgsplacering
| Hitliste (2010) | Højeste placering | Certifikationer | Salg    |
| --------------- | ----------------- | --------------- | ------- |
| Danmark         | 1                 | Platin          | 30.000+ |
| Schweiz         | 85                |                 |         |
| Mexico          | 89                |                 |         |